# 安定胡氏
安定胡氏，魏晉南北朝時期著名世族。
安定胡氏乃西周胡公滿的後裔，至西漢時居住安定郡，西晉時期成為望族。魏車騎將軍胡遵為安定臨涇人，他有六子都很知名，最傑出者當屬胡奮、胡烈，胡奋女兒胡芳為晉武帝的貴嬪。胡義周、胡方回父子為安定臨涇人。胡國珍官至北魏司徒，其女為著名的宣武靈皇后。國珍兄胡真一門亦隆盛於世。

## 名人
- 胡遵
- 胡奮
- 胡質
- 胡威
- 胡義周
- 胡國珍
- 宣武靈皇后
- 胡寧
- 胡盛
- 胡僧洗
- 胡長粲
- 胡長仁